# Alfonso Arandia
Alfonso Arandia Loroño nació el 10 de septiembre de 1960 en Galdácano, Vizcaya (País Vasco, España). Ha trabajado entre sus diversos roles tanto de director, realizador, guionista, productor o ayudante de estos en cine y diversas series de televisión.

## Cine

### Director
- 2000: Carretera y manta
- 1990: El Anónimo... ¡vaya papelón!

### Guionista
- 1990: El Anónimo... ¡vaya papelón!

### Productor
- 2000: Lo mejor de cada casa de Toni Abad
- 1990: El Anónimo... ¡vaya papelón!

## Series

### Director
- 2018: Vivir sin permiso - 4 capítulos
- 2015: El Príncipe - 1 capítulo
- 2008-2009: La chica de ayer - 2 capítulos
- 2007-2008: Sin tetas no hay paraíso - 3 capítulos
- 2005: 7 días al desnudo
- 2000-2008: El comisario - 50 capítulos

### Realizador
- 1993: Hegan
- 1993: Duplex
- 1992: Penelope enea
- 1990-1993: Bi eta Bat

- Datos: Q8195115